# 16e régiment aéroporté (Allemagne)
Pour les articles homonymes, voir 16e régiment.
Le 16e régiment d'infanterie aéroportée est le premier régiment de parachutistes allemand créé en 1937.

## Origine et évolution
Le 19e parachutistes allemand succédait au 91e régiment d'infanterie que von Hindenburg avait commandé en 1914. Il fut créé à Oldenbourg. Son recrutement se faisait dans l'Oldenbourg, le Schleswig-Holstein et la Frise. Ce fut en 1937 le premier et le seul régiment aéroporté. Il fut surnommé « le Kommando de l'Ascension ».
En 1938, il atteint l'apogée de sa formation et devient un régiment d'infanterie d'élite.

## Engagements
Il est engagé par la voie des airs en 1938 dans les Sudètes, son objectif était la petite ville de Freudenthal. Puis, le régiment fut transféré en Silésie, aux environs de Sagan-Sorau.

## Sources